# Hantologie (musique)
Pour les articles homonymes, voir Hantologie.

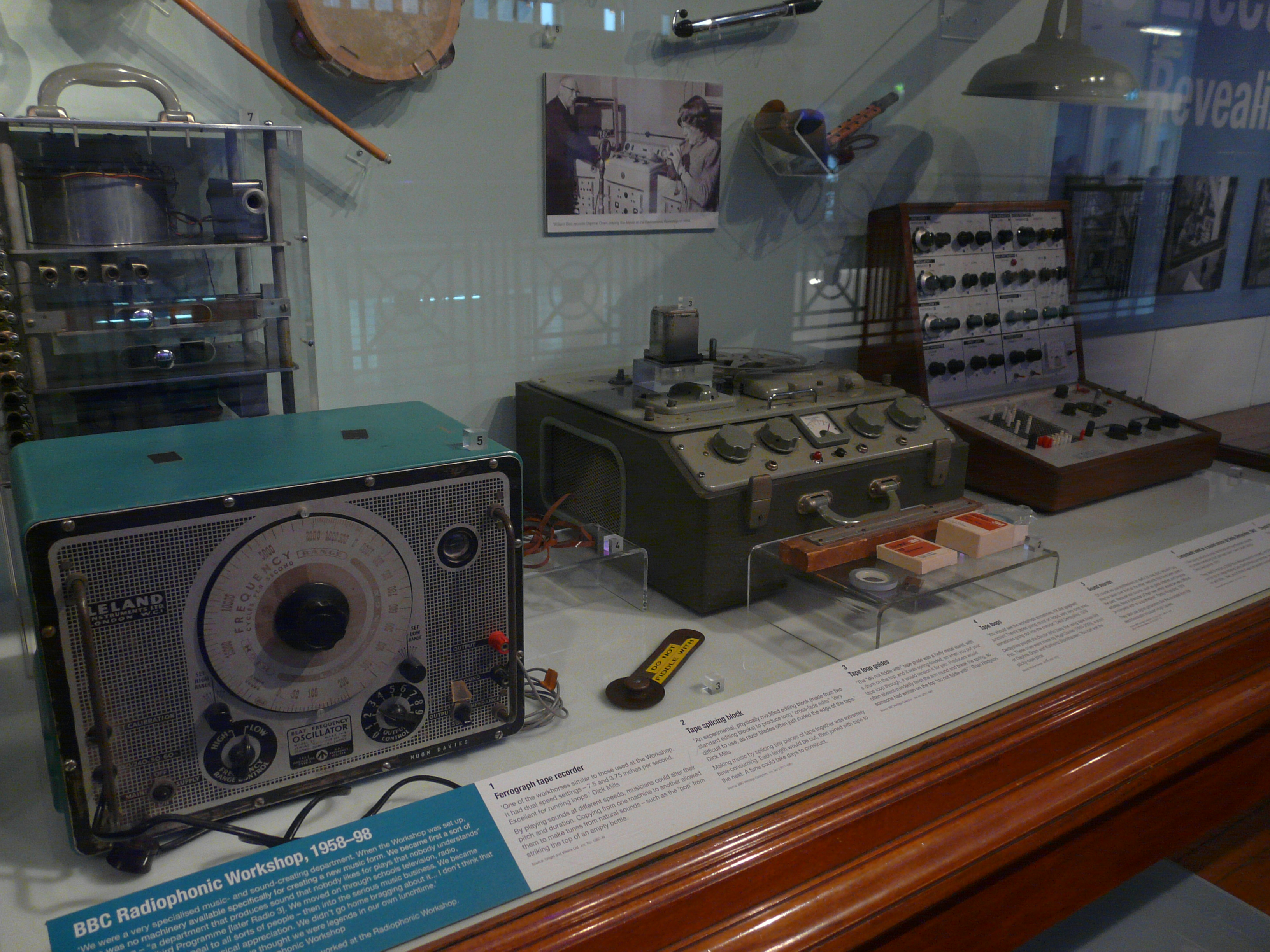
Équipement utilisé par la BBC Radiophonic Workshop, influence commune sur les artistes de la hantologie.

L'hantologie (anglais : hauntology) est un genre musical, ou une caractéristique stylistique vaguement définie évoquant la mémoire culturelle et l'esthétique du passé. Il se développe dans les années 2000 principalement parmi les musiciens britannique de musique électronique,. et s'appuie généralement sur des sources culturelles britanniques des années 1940 à 1970, notamment la musique de bibliothèque, les bandes originales de films et de programmes télévisés, le psychédélisme et les films d'information publique, souvent par l'utilisation du sampling.
Le terme est dérivé du concept homonyme du philosophe Jacques Derrida. Au milieu des années 2000, il est adapté par les critiques Simon Reynolds et Mark Fisher. L'hantologie est associée au label britannique Ghost Box, ainsi qu'à des artistes tels que The Caretaker, Burial et Philip Jeck. Les genres musicaux pop hypnagogique et chillwave sont issus de l'hantologie.

## Étymologie
Le terme hantologie est introduit par le philosophe français Jacques Derrida dans son livre Spectres de Marx, paru en 1993, pour désigner la compréhension post-marxiste de ce qui est perçu comme la tendance des idées de Karl Marx à « hanter la société occidentale d'outre-tombe
. »

## Caractéristiques
En musique, l'hantologie est principalement associée à une tendance de la musique électronique britannique, mais elle peut s'appliquer à tout art concerné par l'esthétique du passé. La tendance est souvent liée aux notions de rétrofuturisme, par lesquelles les artistes évoquent le passé en utilisant les « sons spectraux des anciennes technologies musicales. » La tendance consiste à échantillonner des sources sonores plus anciennes pour évoquer une profonde mémoire culturelle. Le critique Simon Reynolds déclare dans un article de 2006 que « ce courant de musique ghostifiée ne constitue pas tout à fait un genre, une scène ou même un réseau. Il s'agit plus d'une saveur ou d'une atmosphère que d'un style avec des frontières », bien que dans un article de 2017 il l'ait résumé comme un « genre largement britannique d'électronique sinistre fixé sur des idées de mémoire en décomposition et d'avenirs perdus. »
La musique hantologique s'inspire de diverses sources culturelles de l'après-guerre, des années 1940 aux années 1970, qui se situent en dehors du canon habituel de la musique populaire, notamment la musique de bibliothèque, les bandes originales de films et de programmes télévisés, la musique éducative et les expérimentations sonores du BBC Radiophonic Workshop, ainsi que des sources de musique électronique et folk. D'autres influences britanniques incluent d'obscurs compositeurs de musique concrète et l'album I Hear a New World de Joe Meek, ainsi que le psychédélisme et les films d'information. L'appropriation de l'iconographie visuelle de cette période antérieure est également importante, y compris les éléments de conception graphique des manuels scolaires, les affiches d'information publique et les génériques de télévision.
Les artistes utilisent généralement des appareils d'enregistrement vintage tels que des cassettes et des synthétiseurs des années 1960 et 1970. La production met souvent en avant le grain de l'enregistrement, y compris le bruit du vinyle et le sifflement de la bande provenant des échantillons musicaux ou vocaux couramment utilisés. Le sampling est utilisé pour « évoquer des 'présences d'outre-tombe' » qui sont transformées en « marqueurs sonores sinistres. » Les artistes mélangent souvent des sons de synthétiseurs anciens, des instruments acoustiques et des techniques numériques, ainsi que des sons trouvés, des bruits abstraits et des bourdons industriels.